# Mistrzostwa Świata Juniorów w Narciarstwie Klasycznym 2012
Mistrzostwa Świata Juniorów w Narciarstwie Klasycznym 2012 – zawody sportowe, które odbywały się w dniach od 20 do 26 lutego 2012 roku w tureckim Erzurum. Podczas mistrzostw zawodnicy rywalizowali w 21 konkurencjach w trzech dyscyplinach klasycznych: skokach narciarskich, kombinacji norweskiej i biegach narciarskich.

## Program
20 lutego
- Biegi narciarskie – sprint (M/K)

21 lutego
- Biegi narciarskie (U 23) – sprint (M/K)

22 lutego
- Biegi narciarskie – 5 kilometrów (K), 10 kilometrów (M)
- Kombinacja norweska – skocznia normalna, 10 kilometrów indywidualnie (M)

23 lutego
- Skoki narciarskie – skocznia normalna indywidualnie (K)
- Skoki narciarskie – skocznia normalna indywidualnie (M)
- Biegi narciarskie (U 23) – 10 kilometrów (K), 15 kilometrów (M)

24 lutego
- Biegi narciarskie – 10 kilometrów łączony (K), 20 kilometrów łączony (M)
- Kombinacja norweska – skocznia normalna, 5 kilometrów drużynowo (M)

25 lutego
- Skoki narciarskie – skocznia normalna drużynowo (K)
- Skoki narciarskie – skocznia normalna drużynowo (M)
- Biegi narciarskie (U 23) – 15 kilometrów łączony (K), 30 kilometrów łączony (M)
- Kombinacja norweska – skocznia normalna, 5 kilometrów indywidualnie (M)

26 lutego
- Biegi narciarskie – sztafeta 4x3,3 kilometrów (K), 4x5 kilometrów (M)

## Medaliści

### Biegi narciarskie - juniorzy
Mężczyźni
| Konkurencja                      | Data           | Złoto                                                                        | Srebro                                                                               | Brąz |
| -------------------------------- | -------------- | ---------------------------------------------------------------------------- | ------------------------------------------------------------------------------------ | --- |
| Sprint techniką dowolną          | 20 lutego 2012 | Siergiej Ustiugow                                                            | Sindre Bjørnestad Skar                                                               | Sondre Turvoll Fossli                                                                                    |
| Bieg łączony na 20 km            | 24 lutego 2012 | Siergiej Ustiugow                                                            | Artiom Malcew                                                                        | Sindre Bjørnestad Skar                                                                                   |
| Bieg na 10 km techniką klasyczną | 22 lutego 2012 | Siergiej Ustiugow                                                            | Jermił Wokujew                                                                       | Sindre Bjørnestad Skar                                                                                   |
| Bieg sztafetowy 4x5 km           | 26 lutego 2012 | Rosja Artiom Malcew · Jermił Wokujew · Dmitrij Rostowcew · Siergiej Ustiugow | Kazachstan Daulet Rachimbajew · Siergiej Małyszew · Nikita Tkaczenko · Roman Ragozin | Norwegia Sondre Turvoll Fossli · Martin Løwstrøm Nyenget · Håvard Solås Taugbøl · Sindre Bjørnestad Skar |

Kobiety
| Konkurencja                     | Data           | Złoto                                                                                | Srebro                                                                      | Brąz                                                                 |
| ------------------------------- | -------------- | ------------------------------------------------------------------------------------ | --------------------------------------------------------------------------- | -------------------------------------------------------------------- |
| Sprint techniką dowolną         | 20 lutego 2012 | Stina Nilsson                                                                        | Evelina Settlin                                                             | Christa Jäger                                                        |
| Bieg łączony na 10 km           | 24 lutego 2012 | Nika Razinger                                                                        | Lea Einfalt                                                                 | Nadieżda Szuniajewa                                                  |
| Bieg na 5 km techniką klasyczną | 22 lutego 2012 | Natalja Żukowa                                                                       | Jelena Sobolewa                                                             | Jelena Sierochwostowa                                                |
| Bieg sztafetowy 4x3,3 km        | 26 lutego 2012 | Rosja Jelena Sierochwostowa · Natalja Żukowa · Nadieżda Szuniajewa · Jelena Sobolewa | Szwecja Evelina Settlin · Sofia Henriksson · Jonna Sundling · Stina Nilsson | Słowenia Anja Eržen · Anamarija Lampič · Lea Einfalt · Nika Razinger |

### Biegi narciarskie - U 23
Mężczyźni
| Konkurencja                      | Data           | Złoto             | Srebro           | Brąz           |
| -------------------------------- | -------------- | ----------------- | ---------------- | -------------- |
| Bieg na 15 km techniką klasyczną | 23 lutego 2012 | Jewgienij Biełow  | Noah Hoffman     | Hannes Dotzler |
| Bieg łączony na 30 km            | 25 lutego 2012 | Raul Szakirzianow | Jewgienij Biełow | Hannes Dotzler |
| Sprint techniką dowolną          | 21 lutego 2012 | Gleb Rietiwych    | Jewgienij Biełow | Roman Furger   |

Kobiety
| Konkurencja                      | Data           | Złoto            | Srebro              | Brąz             |
| -------------------------------- | -------------- | ---------------- | ------------------- | ---------------- |
| Bieg na 10 km techniką klasyczną | 23 lutego 2012 | Marija Guszczina | Polina Miedwiediewa | Martine Ek Hagen |
| Bieg łączony na 15 km            | 25 lutego 2012 | Martine Ek Hagen | Debora Agreiter     | Emma Wikén       |
| Sprint techniką dowolną          | 21 lutego 2012 | Hanna Kolb       | Emma Wikén          | Jennie Öberg     |

### Skoki narciarskie
Mężczyźni
| Konkurencja                       | Data           | Złoto                                                                            | Srebro                                                                          | Brąz                                                                         |
| --------------------------------- | -------------- | -------------------------------------------------------------------------------- | ------------------------------------------------------------------------------- | ---------------------------------------------------------------------------- |
| Skocznia normalna - indywidualnie | 23 lutego 2012 | Nejc Dežman                                                                      | Aleksander Zniszczoł Jaka Hvala                                                 |                                                                              |
| Skocznia normalna - drużynowo     | 25 lutego 2012 | Norwegia Espen Røe · Mats Søhagen Berggaard · Simen Key Grimsrud · Phillip Sjøen | Polska Klemens Murańka · Tomasz Byrt · Bartłomiej Kłusek · Aleksander Zniszczoł | Austria Christoph Stauder · Ulrich Wohlgenannt · Stefan Kraft · Lukas Müller |

Kobiety
| Konkurencja                       | Data           | Złoto                                                              | Srebro                                                                | Brąz                                                            |
| --------------------------------- | -------------- | ------------------------------------------------------------------ | --------------------------------------------------------------------- | --------------------------------------------------------------- |
| Skocznia normalna - indywidualnie | 23 lutego 2012 | Sara Takanashi                                                     | Sarah Hendrickson                                                     | Carina Vogt                                                     |
| Skocznia normalna - drużynowo     | 25 lutego 2012 | Japonia Yūki Itō · Yurina Yamada · Kaori Iwabuchi · Sara Takanashi | Niemcy Ramona Straub · Svenja Würth · Katharina Althaus · Carina Vogt | Słowenia Urša Bogataj · Ema Klinec · Špela Rogelj · Katja Požun |

### Kombinacja norweska
Mężczyźni
| Konkurencja                                      | Data           | Złoto                                                                         | Srebro                                                                       | Brąz                                                                   |
| ------------------------------------------------ | -------------- | ----------------------------------------------------------------------------- | ---------------------------------------------------------------------------- | ---------------------------------------------------------------------- |
| Skocznia normalna, bieg na 5 km - indywidualnie  | 25 lutego 2012 | Øystein Granbu Lien                                                           | Ilkka Herola                                                                 | Espen Andersen                                                         |
| Skocznia normalna, bieg na 10 km - indywidualnie | 22 lutego 2012 | Mattia Runggaldier                                                            | Manuel Faißt                                                                 | Michael Schuller                                                       |
| Skocznia normalna, bieg na 4x5 km - drużynowo    | 24 lutego 2012 | Austria David Pommer · Franz-Josef Rehrl · Alexander Brandner · Philipp Orter | Włochy Samuel Costa · Roberto Tomio · Manuel Maierhofer · Mattia Runggaldier | Niemcy Christian Artl · Tobias Simon · Michael Schuller · Manuel Faißt |

## Tabela medalowa
| Klasyfikacja medalowa | Klasyfikacja medalowa | Klasyfikacja medalowa | Klasyfikacja medalowa | Klasyfikacja medalowa | Klasyfikacja medalowa |
| Lp.                   | Państwo               | złoto                 | srebro                | brąz                  | złoto · srebro · brąz |
| --------------------- | --------------------- | --------------------- | --------------------- | --------------------- | --------------------- |
| 1.                    | Rosja                 | 10                    | 6                     | 2                     | 18                    |
| 2.                    | Norwegia              | 3                     | 1                     | 6                     | 10                    |
| 3.                    | Słowenia              | 2                     | 2                     | 2                     | 6                     |
| 4.                    | Japonia               | 2                     | 0                     | 0                     | 2                     |
| 5.                    | Szwecja               | 1                     | 3                     | 2                     | 6                     |
| 6.                    | Niemcy                | 1                     | 2                     | 5                     | 8                     |
| 7.                    | Włochy                | 1                     | 2                     | 0                     | 3                     |
| 8.                    | Austria               | 1                     | 1                     | 0                     | 2                     |
| 9.                    | Polska                | 0                     | 2                     | 0                     | 2                     |
|                       | Stany Zjednoczone     | 0                     | 2                     | 0                     | 2                     |
| 11.                   | Finlandia             | 0                     | 1                     | 0                     | 1                     |
| 12.                   | Kazachstan            | 0                     | 1                     | 0                     | 1                     |
| 13.                   | Szwajcaria            | 0                     | 0                     | 2                     | 2                     |